# Carolei

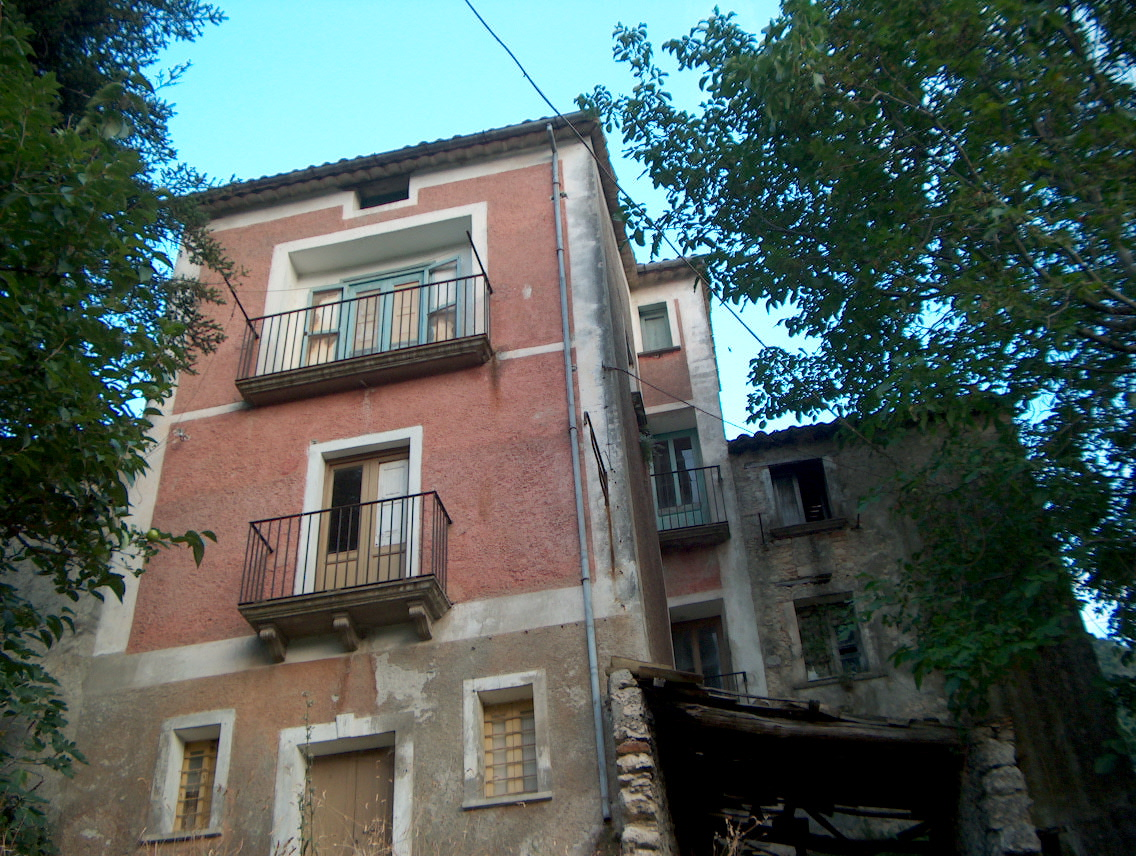

Carolei är en ort och kommun i provinsen Cosenza i regionen Kalabrien i Italien. Kommunen hade 3 375 invånare (2017).